# Lund-String-Modell
Das Lund-String-Modell ist ein phänomenologisches Modell der Hadronisierung in der Teilchenphysik. Im Modell werden alle, außer den höchstenergetischen Gluonen, als Feldlinien behandelt. Durch die Gluon-Selbstwechselwirkung ziehen sich die einzelnen Feldlinien an und bilden einen Farbfeldschlauch. Die Strings sollten nicht mit den substanziell verschiedenen Strings aus der Stringtheorie verwechselt werden.
Die Fragmentation dieser Strings ist eines der Parton-Fragmentierungsmodelle das in den Eventgeneratoren PYTHIA und Jetset sowie jenen der University of California, Los Angeles verwendet wird. Eines der Dinge, die das Modell sehr gut beschreibt, ist die Tatsache, dass zwischen zwei auseinanderfliegenden Quarks eine Reihe weiterer Hadronen entsteht.